# Биоморфизм

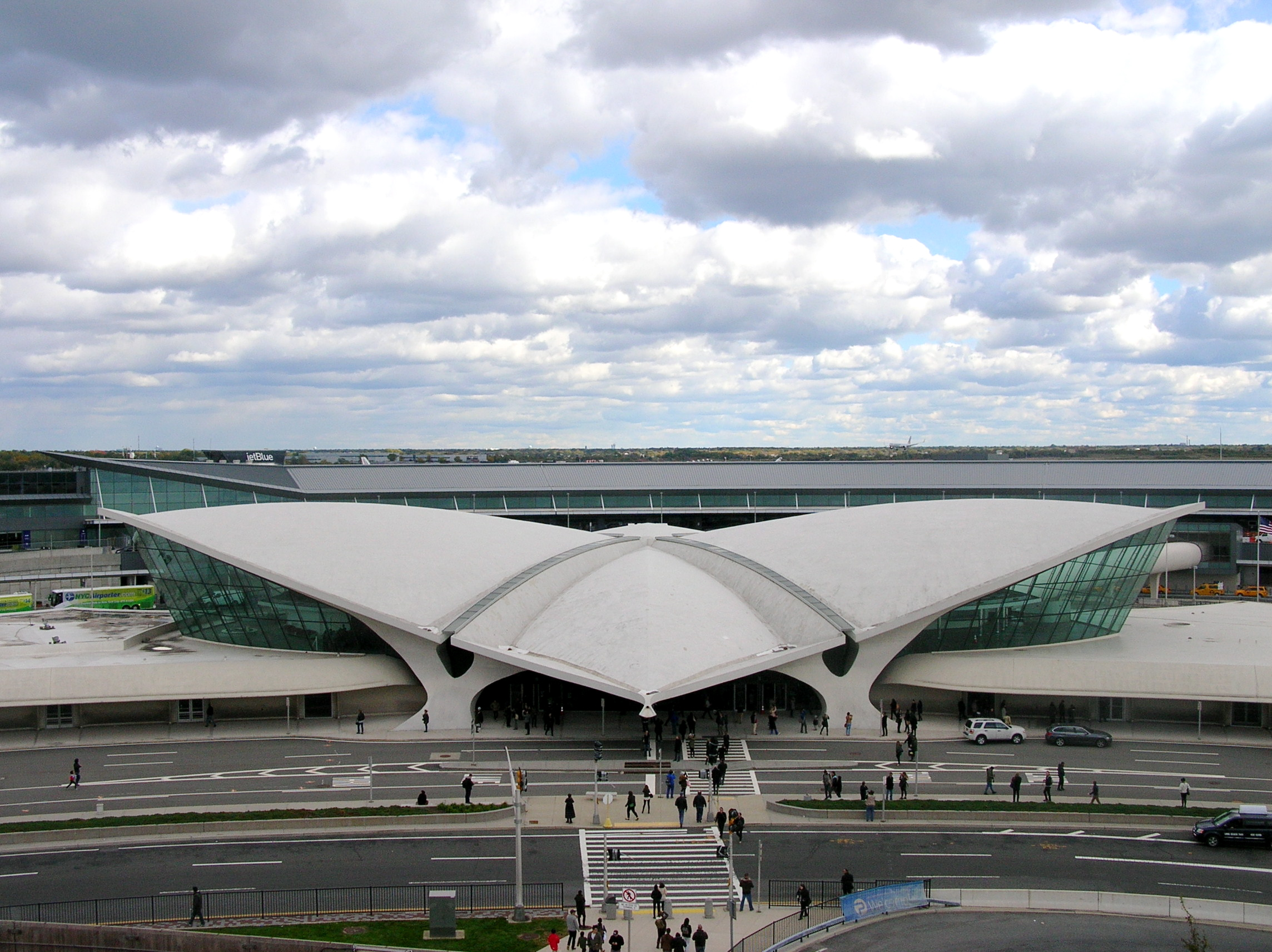
Международный аэропорт имени Джона Кеннеди (один из терминалов)

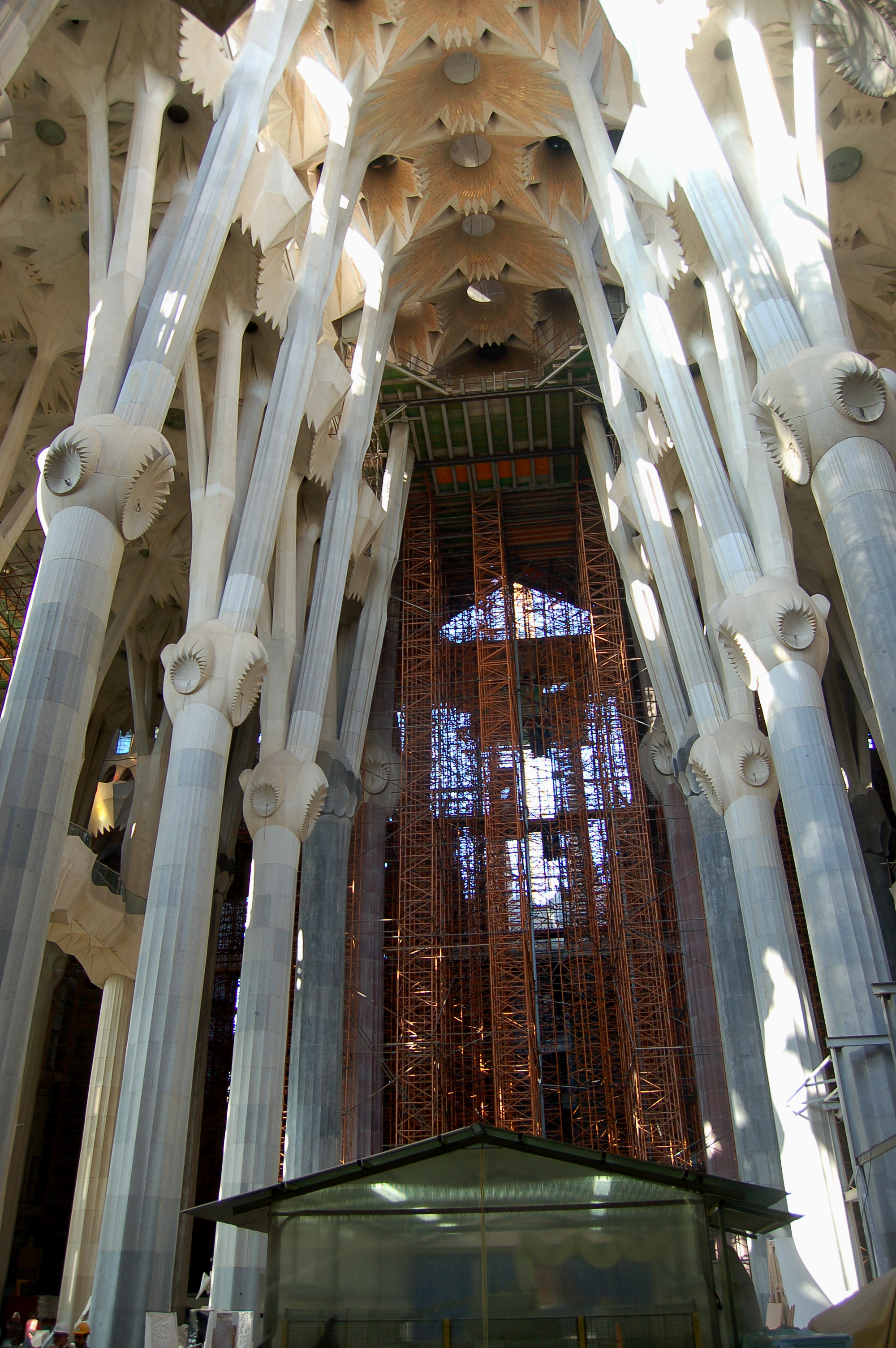
Внутреннее убранство храма Саграда Фамилия

Биоморфизм — система моделирования в культуре с помощью биологических образов. Термин биоморфизм, как и биоморфология, — составной. Биоморфология — наука о живых формах и строении организмов, биоморфизм — способ образного конструирования с помощью биологических форм. Биоморфология, как и биоморфизм «…содержит, помимо „био“, и другую часть, которая является самостоятельным словом — „морфология“, присущая не только животному миру, но и предметному миру, а также ряду других явлений». Понятие и термин «морфология» введены в научный оборот И. В. Гёте, как наука о форме. В биологических исследованиях морфологический подход объединён с физиологическим и в настоящее время развивается как описательная наука.
Существуют и иные концепции «биоморфизма». В 1936 Г. А. Барр применил этот термин как определяющий состояние, основанное на классической концепции о формах, созданных силами природы. Г. Альтов, занимающийся созданием и изучением научной фантастики, полагал, что в будущем под биоморфизмом будут понимать временное «пантрологическое» превращение космонавтов в существо, наиболее приспособленное для жизни в условиях данной планеты.
В 1950-е годы появляется новое научное направление — бионика, которое сочетает в себе законы кибернетики, биофизики, биохимии, космической биологии (Л. П. Крайзмер, Ю. С. Лебедев, В. П. Сочивко и другие). В англоязычной и переводной литературе чаще употребляется термин биомиметика (Э. Лернер, Т. Мюллер). Лозунг симпозиума в Дайтоне, давший начало бионике как науке: «Живые прототипы — ключ к новой технике» . Е. Н. Лазарев предложил объединить бионику, биоморфологию и биомеханику на базе общих объектов и сходных задач в биономику — науку о системном изучении принципов структурно-функциональной организации для использования в практической деятельности. Биофизики Ю. А. Владимиров, А. И. Деев, А. Я. Потапенко, Д. И. Рощупкин понимают биономику как науку, задачами которой является управление своим организмом для замедления его старения.
В конце XX века с развитием интереса к фрактальности появляется ещё один термин — биоморф, предложенный К. Пикоувером для обозначения особым образом построенных алгебраических фракталов, внешним видом напоминающих одноклеточные организмы. Одновременно в научно-популярной литературе всё чаще используют термин «биоморфизм». Он невероятно часто стал повторяться в современных изданиях по искусству, но всё ещё нигде не был сформулирован как явление культуры или как элемент системы образного моделирования.
Таким образом, в XX веке возникло несколько новых наук и новый стиль, в основе которых лежит моделирование с помощью биологических образов.
Как составляющая биоморфизма рассматриваются биоморфные структуры. Термин «биоморфные структуры» обычно используется в минералогии. Однако и в истории изобразительного искусства и архитектуры существует немало примеров, когда пространственный объект выполнен на основе интуитивно обобщенных биоморфных структур .